# Positive Formulierung
Als positive Formulierung bezeichnet man die Beschreibung von Wünschen oder Zielen als Annäherungsziel, ohne dabei eine Verneinung (Negation) zu verwenden. Im Gegensatz dazu richtet sich eine negative Formulierung auf ein Vermeidungsziel. Dabei kommt häufig eine Verneinung zum Einsatz.

## Begründungen
Es gibt mehrere Gründe, die für eine Verwendung von positiven Formulierungen sprechen:
- Die Verneinung ist nicht vorstellbar.
- Aus der Kenntnis des Vermeidungsziels geht nicht zwangsläufig hervor was das Annäherungsziel ist.
- Negative Formulierungen führen häufig zu Verteidigungsreaktionen des Empfängers und damit nicht zur Wunscherfüllung.

Diese Gründe werden im Folgenden ausführlicher beschrieben.
Sigmund Freud habe bereits (1915e, S. 286) festgestellt, dass in der Kommunikation mit erwachsenen Menschen in Trance oder im Traum keine Negation existiere (siehe Primärprozess). Grinder und Bandler untersuchten später hypnotische Sprachmuster von Erik H. Erikson. Sie schreiben: „Kein einziges mir bekanntes Kommunikationsmuster verursacht so viele Störungen bei der Verständigung wie die Negation. Sie existiert nur in der Sprache, nicht aber im Erleben.“ Im Grunde sei jedes Gespräch mehr oder weniger eine Hypnose, je nachdem wie gut es den Gesprächspartnern gelingt, eine gemeinsame innere Vorstellung aufbauen, um sich zu verstehen. In diesem Sinne sind Zielvorgaben mit Verneinungen generell problematisch. Zur Veranschaulichung bittet man häufig: „Stellen Sie sich nun keinen blauen Elefanten vor.“ Worauf in der Regel berichtet wird, dass dies unmöglich sei, weil bei dieser Formulierung als erstes ein Elefant vor dem inneren Auge erscheine und es nicht möglich ist, sich die Verneinung vorzustellen. Es sei Wissenschaftlich erwiesen, dass eine positive Formulierung für unser Gehirn ökonomischer sei als die Verwendung eines "nicht" und dass Annäherungsziele und Kompetenz- und Kontrollerleben mehr ansprechen (Gollwitzer 1999, Strack und Deutsch 2004).
Aus einer Formulierung nach Art: „Wir möchten nicht, dass …“, geht außerdem nicht zwingend hervor, welches Ziel eigentlich erreicht werden soll. Marshall Rosenberg erklärt das am Beispiel einer Frau, die ihren Mann bat, „nicht so viel Zeit bei der Arbeit zu verbringen“. Der Mann habe sich daraufhin „für ein Golfturnier angemeldet“, obwohl die Frau eigentlich „wenigstens einen Abend in der Woche gerne mit ihm und den Kindern verbringen“ wollte. Das Beispiel verdeutlicht, dass aus der Formulierung des Vermeidungsziels nicht zwingend deutlich wird, was das Annäherungsziel ist (siehe auch Kontradiktion).
Deshalb empfiehlt auch Marshall Rosenberg, mit seinem Konzept der Gewaltfreien Kommunikation die eigenen Bitten in positiver Handlungssprache, also positiv zu formulieren. Wenn Bedürfnisse in negativen Formulierungen ausgedrückt werden, würden sie häufig als Kritik aufgenommen. „Und wenn Menschen etwas hören, das auch nur entfernt nach Kritik klingt, dann neigen sie dazu, ihre Energie in die Verteidigung oder einen Gegenangriff zu Stecken.“ Als Beispiel nennt Rosenberg: „Du verstehst mich nie“. Durch eine positive Formulierung der Bedürfnisse steige aber nach Erfahrungen von Rosenberg die Wahrscheinlichkeit zur Erfüllung der Bedürfnisse. Folgerichtig raten viele Autoren, Kritik und Vorwürfe in Wünsche umzuformulieren.

## Anwendungsgebiete

### Psychotherapie
Patienten kommen häufig mit einer negativen Formulierung also Vermeidungszielen in die Therapie. Beispielsweise: „Ich möchte meine Ängste loswerden.“ Laut Konsistenztheorie von Grawe (2004) befänden sich viele Patienten zu Anfang der Therapie in einer vermeidungsorientierten Motivationslage, weil es ihnen „in der Vergangenheit häufig nicht gelungen ist, Annäherungsziele zu erreichen“. Dies gehe mit einem „negativen Selbstwert und geringem Wohlbefinden einher“ und fördere somit „die Entwicklung psychischer Störungen“. Patienten mit Vermeidungszielen brächen die Therapie auch häufiger ab, sobald sie eine erste Linderung erfahren hätten, obwohl es sinnvoll wäre, an weiteren Annäherungszielen zu arbeiten. Ein wesentlicher Teil der Therapie besteht darin, die Therapieziele gleich zu Anfang positiv zu formulieren. Anstatt für den Patienten jedoch die positive Formulierung zu übernehmen, empfiehlt Manfred Prior mit Frage nach dem „... sondern ...“, dem Patienten eine Formulierungshilfe anzubieten, seine Vermeidungsziele in Annäherungsziele umzuformulieren.
Zur Erfassung der Veränderungen von Vermeidungs- und Annäherungszielen wurde eigens der Fragebogen FAMOS entwickelt. Grosse-Holtforth und Grawe konnten zeigen, dass ältere Psychotherapiepatienten sich in ihren Annäherungs- und Vermeidungszielen von jüngeren Unterscheiden.
Ein aktiver Umgang mit Schmerzen oder Ängsten als Annäherungziel reduziere das basale Aktivierungsniveau und sei günstiger als die Schmerz- oder Angstvermeidung als Vermeidungziel. Die Akzeptanz- und Commitment-Therapie baut darauf auf, positive Lebensziele zu entwickeln, anstatt die Reduktion von Symptomen als Ziel vorzunehmen. Das entspricht dem motivationspsychologischen Ansatz Vermeidungsziele zugunsten Annäherungszielen abzubauen ebenso, wie dem lerntheoretischen Ansatz Vermeidungsverhalten zugunsten von Annäherungsverhalten abzubauen (siehe Konfrontationstherapie, Zweifaktorentheorie von Mowrer).

### Forschung im Bereich Motivation
Die Unterscheidung zwischen Annäherungszielen und Vermeidungszielen spielen auch im 2×2 Leistungsziel-Ansatz von Elliot und McGregor (2001) eine Rolle. Hier werden Ziele nach den beiden Dimensionen „Valenz des Ziels“ und „Referenzstandard“ klassifiziert. Auf der Dimension „Valenz des Ziels“ wird dabei zwischen Annäherungszielen und Vermeidungszielen unterschieden.

### Mediation und Paarberatung
Im Bereich der Mediation und Paarberatung wird das Umformulieren von Kritik in Wünsche als Methode der Kommunikation angewendet. Hierzu werden konkrete Kommunikationsübungen angeboten. Beim Hinweis, dass Vorwürfe sich in Bitten um Veränderung umformulieren lassen, wird auch öfter auf Veröffentlichungen von Schwäbisch & Siems hingewiesen. Diese Bitte sei eine von der vier Komponenten, die eine angemessene Rückmeldung enthalten solle:
- Aussage über das Verhalten
- einhergehende Gefühle
- Gründe für die Gefühle
- Bitte um Veränderung

Diese vier Komponenten gleichen den vier Komponenten der Gewaltfreien Kommunikation nach Rosenberg. Rosenberg sieht Gewaltfreie Kommunikation als Technik zur Mediation, die er bereits in politischen Krisengebieten angewandt habe.

### Betriebswirtschaft
Als Kriterien für eine gute Formulierung von Zielen dient die Merkhilfe SMART-PURE-CLEAR.

## Abgrenzung
Positive Formulierungen haben zunächst nichts mit positiven Selbstverbalisationen zu tun. Das Adjektiv „positiv“ deutet im Zusammenhang mit Selbstverbalisationen darauf hin, dass es sich um hilfreiche, das heißt funktionale Gedanken handelt, während negative Selbstverbalisationen hinderlich, sprich dysfunktional sind. Beispielsweise könnte der Gedanke: „Das wird sicher schwer“, eher hinderlich sein, während der Gedanke: „Übung macht den Meister“, motivierender wäre. Der letzte Gedanke beschreibt jedoch kein Annäherungsziel. Positive Formulierungen dürfen deswegen auch nicht in direktem Zusammenhang mit Positiver Psychologie gesehen werden.